# Sauviac (Gironde)
Sauviac település Franciaországban, Gironde megyében. Lakosainak száma 330 fő (2022. január 1.). Sauviac Saint-Côme, Bazas, Birac és Cudos községekkel határos.

## Népesség
A település népessége az elmúlt években az alábbi módon változott:
| Lakosok száma | 260  | 241  | 264  | 313  | 314  | 316  | 327  | 324  | 324  | 330  |
|               | 1968 | 1982 | 1990 | 2006 | 2013 | 2015 | 2017 | 2019 | 2020 | 2022 |